# Monella (película)
Monella es una película de comedia erótica italiana estrenada en 1998, dirigida por Tinto Brass y protagonizada por Anna Ammirati y Max Parodi.

## Sinopsis
Lola (Anna Ammirati) es la hija adolescente de la viuda Zaira (Serena Grandi) que vive en una pequeña ciudad del valle del Po (el lugar de filmación es la comuna de Pomponesco y Dosolo) en la década de 1950. Ella está comprometida con el joven Masetto (Max Parodi), pero está muy intrigada por el sexo, además provocada por las travesuras de su libertino padrastro André (Patrick Mower). Los avances de Lola en el sexo prematrimonial ponen en peligro su relación con Masetto, quien cree firmemente en la virginidad antes del matrimonio.

## Reparto
- Anna Ammirati: Lola
- Max Parodi: Masetto
- Patrick Mower: André
- Serena Grandi: Zaira
- Susanna Martinková: Michelle
- Antonio Salines: Pepè
- Francesca Nunzi: Wilma
- Laura Trotter: Carmelina
- Tinto Brass: Director de la orquesta (cameo)